# Miroslav Klose
Miroslav Klose (született: Mirosław Marian Klose) (Opole, 1978. június 9. –) lengyel származású német világbajnok labdarúgó, csatár.
A 2006-os világbajnokságon, melynek a házigazdája Németország volt, ő volt a gólkirály 5 góllal, ennélfogva megkapta az Aranycipőt. Klose szintén 5 gólt szerzett a bemutatkozó világbajnokságán, amelyet 2002-ben a Koreai Köztársaság és Japán rendezett, valamint 4 gólig jutott a 2010-es dél-afrikai és 2 gól szerzett a 2014-es világtornán, és ezáltal 16 gólja van a világbajnokságokon, amivel a világbajnokságok történetének legeredményesebb gólszerzője, megelőzve a brazil Ronaldót. Ő az első játékos, aki képviselte az egységes Németországot a világbajnokságok "top góllövői" között, és az első, aki 5 vagy több gólt szerzett az egymást követő világbajnokságokon.
71 góljával a válogatott történetének legeredményesebb játékosa, megelőzve Gerd Müllert. Százharminchét pályára lépésével a válogatott örökranglistájának második helyét foglalja el, itt Lothar Matthäus az, aki megelőzi Klosét százötven pályára lépéssel. A német válogatottban, amely mérkőzéseken Klose gólt lőtt, azon egyszer sem kaptak ki.
A nemzetközi mérkőzéseket figyelembe vevő góllövőlistán a mindenkori 12. legeredményesebb futballista, az aktív játékosok közül meg az első, a listán a huszonötödik helyet elfoglaló Robbie Keane előtt.
Klose játékstílusát gyakran hasonlítják Gerd Mülleréhez, a nagyszerű gólérzékenysége, a küzdőképessége, valamint a labdabirtoklási képessége alapján.
Köztudottan az egyik legjobban fejelő játékos a világon. Ezt kombinálva a jó meglátásaival, robbanékonyságával és kivételes technikájával napjaink egyik legjobb támadója még harmincon felül is. Szinte feles gólátlaga van minden klubjában, így például az FC Kaiserslauternben vagy a Werder Bremenben is.
2011 nyarától Klose az olasz élvonalbeli Lazioban folytatta pályafutását, miután a Bayern Münchennél lejárt a szerződése, és a bajor klub nem tartott tovább igényt a szolgálataira.
2016-ban hivatalosan is bejelentette, hogy befejezi játékos karrierjét. Jövőben a válogatott szakmai stábjában fog dolgozni. Legutóbbi klubja az Lazio, ahol 2011 és 2016 között játszott. 139 bajnoki mérkőzésen húzta magára a Lazio mezét és ezeken 55 gólt szerzett.

## Életrajza
Miroslav sportoló családból származik, édesanyja Barbara Jeż a lengyel női kézilabda-válogatott kapusa volt (82-szeres válogatott volt), édesapja Józef Klose labdarúgó volt. 1978-ban Franciaországba költözött a család, ahonnan Józef szerződése lejártakor,  1981-ben nem tért vissza a kommunista Lengyelországba, először Franciaországban maradtak, majd 1987-ben Kuselbe, Nyugat-Németországba költöztek. Klose apja német nemzetiségű családból származott, ennélfogva gyorsan elintézte a repatriálásukat.
Röviddel a Németországba való településük után, a Klozéék megváltoztatták a lengyeles vezetéknevüket, vissza Kloséra, a német nagyapjuk, Erwin Klose vezetéknevére, aki 1910-ben született Felső-Sziléziában. A feleségével, Sylwiával Miroslavnak ikrei vannak: Luan és Noah Németországban született 2005. január 30-án.
Klose a labdarúgást egy falusi klubban tanulta, a Blaubach-Diedelkopf-ban, a német hetedosztályban. Klose sikeresen teljesítette a tanulóidejét, és ács lett belőle, dolgozott is ebben a szakmában, amíg végül csatlakozott a Kaiserslautern profi csapatához.
Klose sokkal később lett profi, mint általában a labdarúgó játékosok a korosztályában.

## Pályafutása

### A Kaiserslauternben
Az FC Hamburgban eltöltött egy szezon után végül csatlakozott az 1. FC Kaiserslautern amatőrligás csapatához.
Egy évvel a klubhoz való csatlakozása után az első csapathoz került. Az első 67 mérkőzésén Klose 33 gólt szerzett. A 2002-2003-as szezon viszonylag kellemetlen volt, 7 alkalommal szerepelt.

### A Werder Bremenben

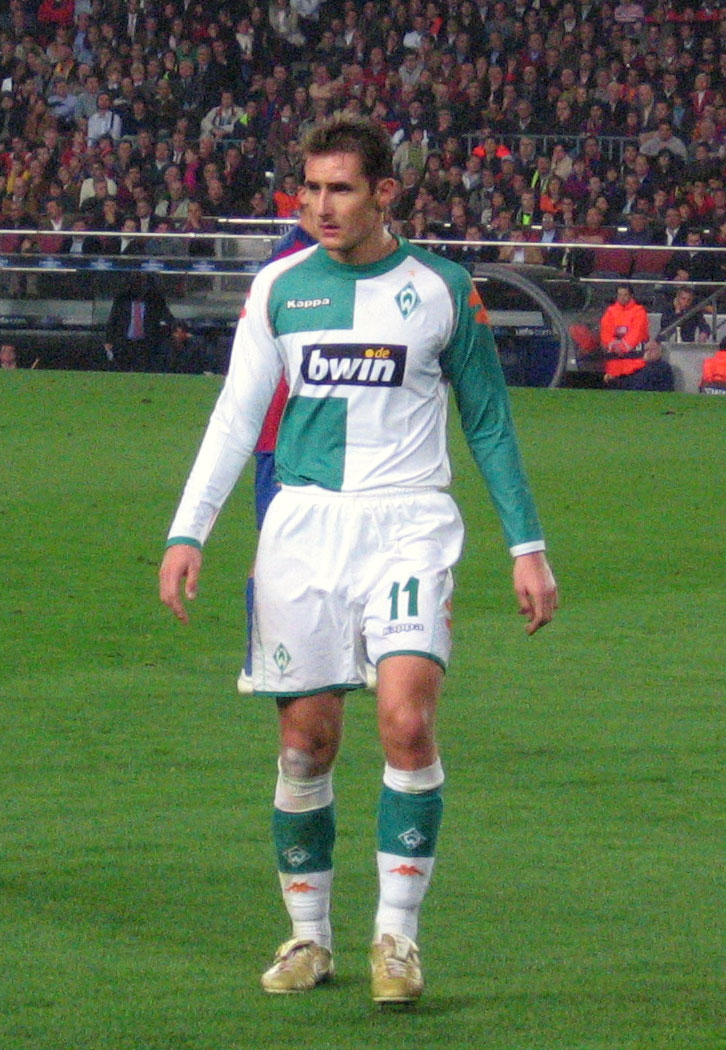
Miroslav Klose a Werder Bremenben

2004-ben átigazolt a Werder Bremenhez 5 millió €-ért. Egy fakó kezdet után Klose hatásos támadóformája a francia középpályás Johan Micoud és a horvát csatár Ivan Klasnić, valamint a paraguayi támadó Nelson Valdez segítségével 15 gól szerzett a Bundesligában.
Dacára a viszonylag gyenge keretnek Klose az egyik legjobb fejelő a Bundesligaban. 2005-re a befelé forduló Klose megalapozta magát, mint a legjobb német csatárok egyike, ha nem a legjobb. A 2005-2006-os idényben 25 gólt szerzett, a legtöbbet abban a szezonban, és 16 gólpasszot jegyzett mindössze 26 mérkőzésen a Bundesligában.
Az erős teljesítménye után a 2006-os világbajnokságon Kloséval összefüggésbe hozták az újságok, hogy elköltözik a Weserstadionból. Az európai óriás Barcelona és Juventus lehetséges érkezőinek listájába tartozott. Klosét könnyen kapcsolatba hozták, hogy a Bayern Münchenbe megy, mivel a Bayern elnöke, Franz Beckenbauer Klose rajongója.
2007. június 7-én Klose elmondta, hogy el fogja hagyni a Werder Brement a Bayern Münchenért, a 2007-08-as szezon előtt, vagy kitölti a szerződését a Werder Bremennel a 2007-08-as idény végéig.

### A Bayern Münchenben

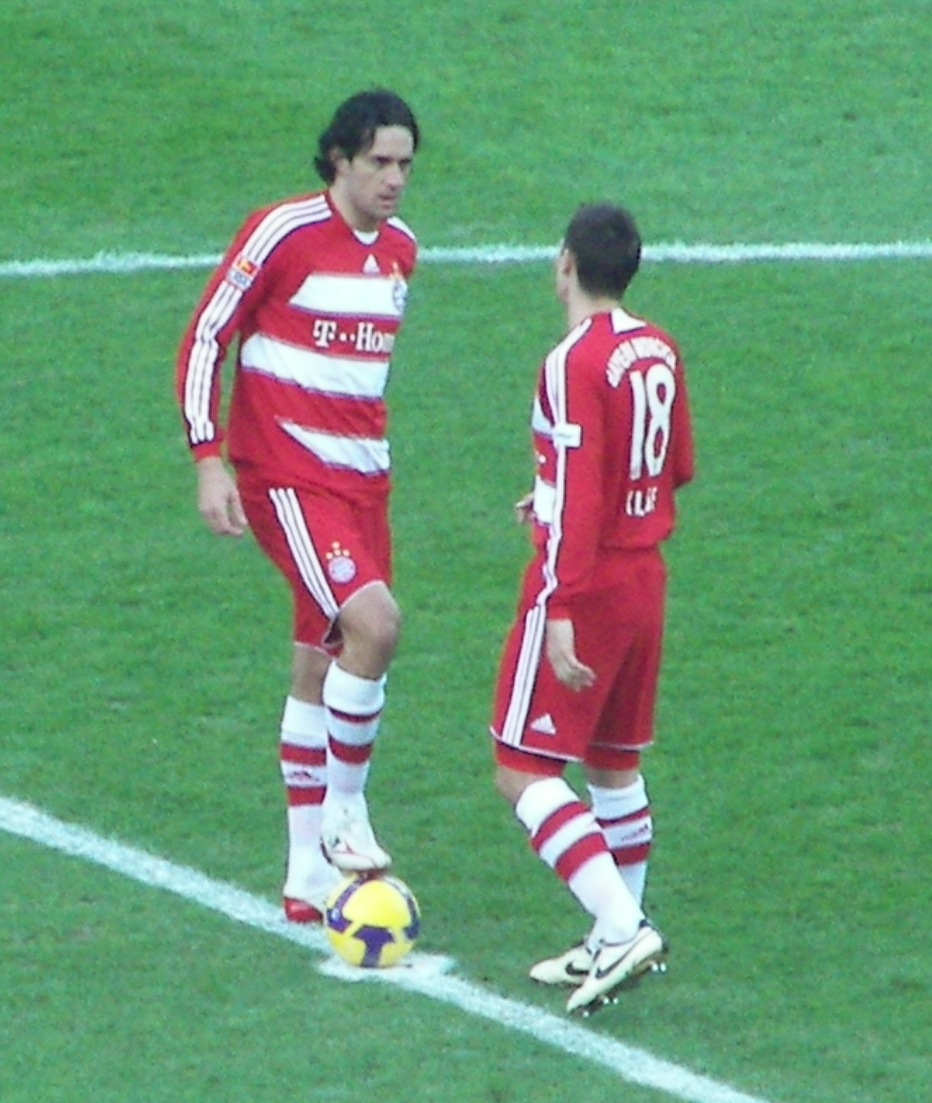
Miroslav Klose és Luca Toni a Bayern München színeiben

2007. június 26-án a Bayern elnök Karl-Heinz Rummenigge megerősítette azt, hogy a Bayern München megegyezett a Werder Bremennel Klose átigazolását illetően körülbelül 15 millió €-ért. Klose teljesítette az orvosi vizsgálatokat a Bayernnél 2007. június 28-án, mielőtt aláírta a  négyéves szerződését.
2007. július 1-jén Klose megszerezte az első gólját a Bayern Münchenben egy barátságos mérkőzésen a brazil Sao Paulo FC ellen Hongkongban. Klose egy szöglet után fejelt a szintén új igazolás Hamit Altıntop beadásából a 61. percben. A Bayern 2-1-re nyerte a mérkőzést.
2007. július 6-án Klose a második barátságos mérkőzésén játszott az FT Gern ellen. A mérkőzés 18-0-s eredménnyel ért véget a Bayern München javára, és Klose 3 gólt szerzett.
2007. július 1-jén Klose a harmadik barátságos mérkőzését játszotta, ezúttal az FC Schaffhausen ellen, a mérkőzés 4-0-val zárult a Bayernnek, és Klose egy gólt jegyzett.
A sikeres barátságos mérkőzések után Klose az első tétmérkőzésen való fellépésén a Bayernben 4-1-es győzelmet arattak régi csapata, a Werder Bremen ellen a DFB Liga-Pokal első fordulójában. Miután sérülés miatt kihagyta a VfB Stuttgart feletti győzelmet az elődöntőben, Klose visszatért a döntőben a FC Schalke ellen, megszerezve az első gólját tétmérkőzésen a Bayernnek, és megnyerték a címet.
Miroslav Klose első Bundesliga mérkőzésén, a FC Hansa Rostock elleni mérkőzésen 2007. augusztus 11-én két gólt szerzett. A mérkőzés 3-0-val ért véget a Bayern Münchennek, ahol Klose csatártársa, Luca Toni volt a másik gólszerző.
4 gólt szerzett tétmérkőzésen a Bayern Münchenben augusztus 11 óta, mindössze 4 mérkőzésen. Győztes gól lőtt a rivális Schalke ellen, egyenlítő gólt a Wacker Burghausen ellen, és két gólt a Bundesligába újra feljutó Hansa Rostock ellen.
Ahogy teltek az évek, és Louis van Gaal lett a bajorok edzője(2009-2010-es szezon), egyre kevesebbet játszott.
A 2010–2011-es Német kupaszezonban még pályára lépett a nyolcaddöntőben a Stuttgart ellen, és 2 gólt szerzett, a későbbi kupagyőztes Schalke ellen 1–0 arányban elvesztett elődöntőben is játszott, de kimaradtak a helyzetei. A szezon végéig már nem is lépett pályára, és a nyári szünetben jött a Lazio, és Klose Olaszországba távozott.

### A Lazióban
2011. június 9-én az olasz bajnokságban szereplő Lazio hivatalos honlapján tette közzé, hogy szerződtette Klosét. Mivel a Bayern Münchennél lejárt a játékos szerződése, és a bajorok nem tartottak igényt további szolgálataira, így ingyen igazolhatta le a római együttes. Klose 2 éves szerződést írt alá a Lazioval. Szeptember 9-én első bajnoki mérkőzésén megszerezte az első gólját is a Lazio színeiben az AC Milan ellen, a mérkőzés 2-2-es döntetlennel végződött. Azóta már 26 bajnoki mérkőzésen 13 gólnál jár. Érdekesség, hogy több olyan mérkőzése volt a Lazionak, melyet 2–1 vagy 3–2 arányban nyert meg, és ezeken mindig Klose lőtte a győztes gólt.
A 2012-2013-as szezon remekül kezdődött számára, ugyanis a szezon felénél tíz gólnál járt, a csapat vezére tudott lenni. Utána komolyabban megsérült, ami miatt 2013 tavaszáig sem a válogatottban, sem a Lazioban nem játszhatott.
Felépülése után, úgy tűnt, nem találja régi formáját; nem lőtt gólt sok időn keresztül. Azonban május 5-én, a 35. játéknapon erre erősen rácáfolt, hisz a Bologna elleni, hazai pályán játszott mérkőzésen öt gólt szerzett (rajta kívül Hernanes szerzett gólt ekkor, a végeredmény 6-0 lett).

### A német válogatottban

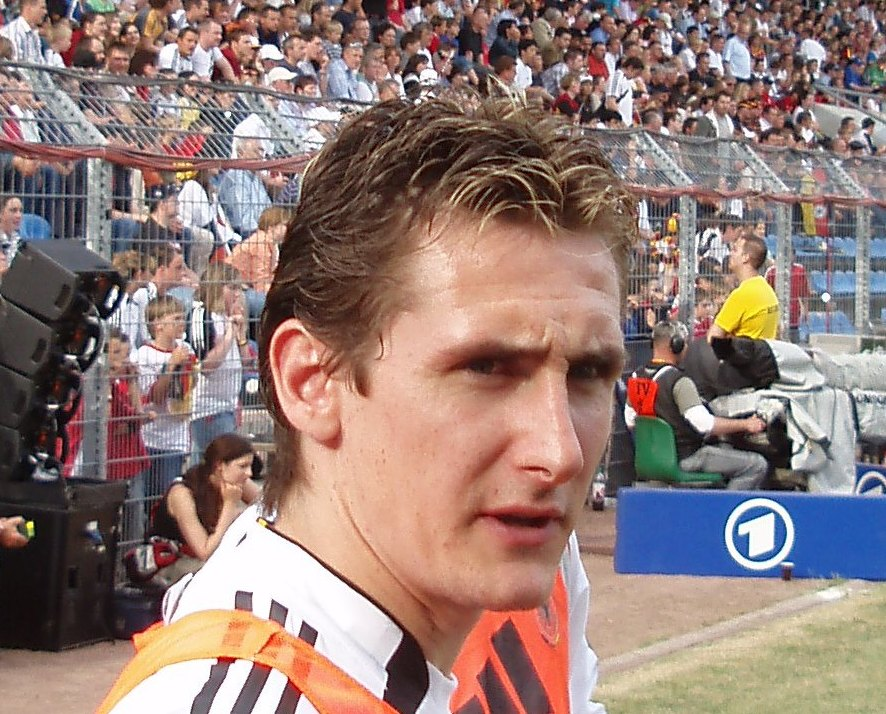
Miroslav Klose a 2006-os világbajnokságon

2001 januárjában Jerzy Engel, a lengyel labdarúgó-válogatott korábbi szövetségi kapitánya Németországba utazott, hogy rábeszélje Klosét, hogy játsszon a lengyel válogatottban, mivel Klose lengyel nemzetiségű. A kérését visszautasította Klose, aki azt mondta: "Van német útlevelem, és ha a dolgok még mindig ezen az úton haladnak, akkor van esélyem, hogy Rudi Völlernél játsszak".
Az állandóság a gólszerzés terén az első szezonjában a Kaiserslauternben az első válogatottságát eredményezte, és Albánia ellen debütált 2001. március 24-én. Németország megnyerte a mérkőzést 2-1-re, Klose lőtte a németek második és egyben győztes gólját.
A 2002-es labdarúgó-világbajnokságon, Koreában és Japánban öt gólt szerzett a Német labdarúgó-válogatottban, a torna egyik legtöbb gólját elérve. Ez tartalmazta a németek Szaúd-Arábia feletti 8-0-s győzelmekor elért mesterhármasát. Klose védjegye a gólöröme, ami egy előre szaltó, melyet két alkalommal csinált a 2002-es labdarúgó-világbajnokságon, és amely miatt a szurkolók a "Salto-Klose" becenevet adták neki.
Klosét nevezték a csapatba az egymást követő második világbajnokságára, a 2006-os labdarúgó-világbajnokságra. A Costa Rica elleni nyitómérkőzés egybeesett a 28. születésnapjával, Klose két gólt szerzett a németeknek, a 17. és a 61. percben. Ez vezetett Németország 4-2-es Costa Rica feletti győzelméhez. További két gólt szerzett Ecuador ellen június 20-án, ami a torna góllövőlistájának az első helyére tette őt 4 góllal. Klose szintén nagy szerepet játszott a németek 2-0-s győzelmében Svédország ellen az egyenes kiesési szakasz első fordulójában, kitűnve a gólpasszaival, amiket a csatártársának, Lukas Podolskinak adott mindkét gólnál.
Klose lőtte az egyenlítő gólt Argentína ellen a negyeddöntőben 2006. június 30-án, amely Németország 4-2-es győzelmével végződött a büntetőpárbaj során. Klose az első német Gerd Müller óta, aki az 1970-es években lett a világbajnokság gólkirálya, és az első világbajnoki gólkirály az egységes Németországból (Müller a Nyugat-Németországot képviselte). Klose 10 gólt szerzett a világbajnokságok döntő küzdelmeiben, és 6 gól távolságra van a minden idők legtöbb világbajnoki gólt jegyző brazil támadótól, Ronaldótól.
Az öt 2002-es vb góljából mindet fejjel szerezte; csupán az ötödik volt az ötből fejes a 2006-os mérkőzéseken (az első két év alatt). Hármat az első négyből a jobb lábával lőtt. Klose és a csapattársa, Michael Ballack lett a két egyedüli játékos a 2006-os Világbajnokság All-Star Csapat Játékosai közül, akik benne voltak az előző All-Star Csapatban is 2002-ben.
2006. szeptember 6-án Klose 2 idegenbeli gólt szerzett San Marino ellen a németek 13-0-s győzelmekor, amely a nemzetközi góljait 33-ra emelte, ami ugyanannyi, mint a csúcstartó Fritz Walteré, és a hetedik lett a minden idők legtöbb gólját szerzők között Németországban.
A 2008-as Európa-bajnokságon 2 gólt lőtt, egyet a portugáloknak (a végeredmény 3-2, ő fejelte a második német gólt), a másikat a törökök elleni elődöntőben szerezte, szintén a második német gólt fejelte Lahm beadásából (csak ezúttal nem 2–0, mint a portugáloknál, hanem 2–1), és végül Philipp Lahm 90. percben szerzett gólja döntötte el a döntőbe jutást. Játszott a spanyolok elleni döntőben is, igaz, ott 1–0 arányban vereséget szenvedtek.
A 2010-es dél-afrikai világbajnokság selejtezőjén 7 gólt szerzett, amivel a selejtezőcsoport gólkirálya lett. A gólkirály a Frankfurt csapatát erősítő görög légiós, Theofánisz Gékasz lett 10 góllal; Rooney és Dzeko 9-9 góllal másodikak, és negyedik lett Klose David Villával holtversenyben. A finnek ellen Helsinkiben mesterhármast jegyezhetett, mégis 3-3 lett a meccs vége. Bakiban, Azerbajdzsán ellen ő lőtte a 2–0-s végeredményt beállító gólt, a visszavágón, Hannoverben 2 gólt lőtt, a második és harmadik német találatot ő szerezte. Moszkvában Klose lőtte a mindent eldöntő gólt az oroszoknak. Ő lett a selejtezőcsoport gólkirálya 7 góllal.
A világbajnokságon is szerepelt, ő lőtte a második gólt Ausztráliának. A szerbek ellen kiállították, és a csapat vereséget szenvedett. Az angolok elleni nyolcaddöntőn ő lőtte az első gólt, és 4–1-es győzelmet arattak. A negyeddöntőben 2-t rúgott Argentínának, és a 4–0-ból vastagon kivette a részét. A második góljánál szaltózott egyet, így a "Salto-Klose" becenévre igazolta méltóságát. Az elődöntőben a spanyoloktól 1–0-s vereséget szenvedtek (pont, mint a csoportkörben a szerbektől), de a bronzmeccset megnyerték 3–2-re.
A lengyel-ukrán közös rendezésű Európa-bajnokság selejtezőjén az A csoportba kerültek a németek, Azerbajdzsánnal, Kazahsztánnal, Törökországgal, Ausztriával és Belgiummal együtt. A csoport gólkirálya Klose, ugyanis 6 góljával vezeti a csoportot (de a selejtező eddigi gólkirálya, Klaas-Jan Huntelaar a maga 8 góljával). A belgák ellen győztes gólt szerzett, 2 gólt rúgott Azerbajdzsánnak, szintén duplázott a törökök ellen, és Kazahsztánnak is rúgott egy gólt.
2011: Első mérkőzésük az olaszok ellen volt. Klose a 16. percben a 106. meccsén az 59. gólját szerezte, de a mérkőzés 1–1-es döntetlennel ért véget.
A selejtező második részében még rúgott kettőt a kazahoknak, ezzel a selejtező góllövőlistáján utolérte Klaas-Jan Huntelaart. A végén Huntelaar 12 gólt szerzett, Klose csak 9-ig jutott.
Klose azonban csípősérülést szenvedett az Uruguay elleni barátságos mérkőzésen, így az utolsó két Eb-selejtező meccset ki kellett hagynia. Viszont a brazilok elleni barátságos meccsen már pályára léphetett, és ezt a lehetőséget ki is használta. Az osztrákok elleni hazai Eb-selejtezőn kezdett, ő lőtte a németek első gólját, ezzel önmaga 62. gólját lőtte a nemzeti csapatban. A hollandok ellen rendezett évzáró mérkőzésen újabb gólt fejelt, és két gólpasszt adott a 3–0-s sikerhez. Ekkor már csak 5 gólra volt Gerd Müller 68 gólos rekordjától.
Az Európa-bajnokságon is fejelt egy gólt a görögök ellen a 4–2-re megnyert negyeddöntőben, ezzel már 64. gólját szerezte. A vb-selejtezőben az írek ellen ő lőtte a németek negyedik gólját a 6–1-re megnyert mérkőzésen. Ezután két gólt lőtt a svédeknek, de azok 0–4-ről kiegyenlítettek. Ekkor 67 gólnál tartott a válogatottban. A Paraguay elleni 3–3-as meccsen is pályára lépett, de kimaradtak a helyzetei. Az osztrákok ellen 3–0-ra megnyert meccsen ő szerezte az első gólt, így meglett a 68. gólja a válogatottban, s beérte Gerd Müllert az örökranglistán.
A világbajnokság előtti egyik utolsó felkészülési meccsen is betalált a kapuba, az örményeket akkor 6:1-re megverték a németek, ez pedig már a 69. gólja volt a válogatottban.
A világbajnokságon Ghána ellen csereként szállt be, és ő állította be a 2:2-es végeredményt, egy szöglet után megcsúsztatott labdát vágott be alig 5 méterről a kapuba, ez már a 70. gólja volt, és a 15. gólja világbajnokságokon, ezzel beérve a brazil Ronaldót. A következő góljára az elődöntőig kellett várni, ekkor Brazília ellen a 23. percben egy remek akció után lőhetett kapura. A brazil kapus elsőre még hárított, de másodjára már nem volt kegyelem, ez volt a németek 2. gólja Brazília ellen az elődöntőben, Klose 16. gólja világbajnokságokon, ami új rekord, és a 71. a válogatottban, amivel szintén új rekordot állított fel.[forrás?]

## Sikerei, díjai

### Klub
- SV Werder Bremen:
  - Német Ligakupa (1): 2006
- Bayern München:
  - Bundesliga bajnok (2): 2007–08, 2009–10
  - Német kupa (2): 2007–08, 2009–10
  - Német Ligakupa (1): 2007
  - Német szuperkupa (1): 2010
- SS Lazio:
  - Olasz kupa (1): 2012-13

### Válogatott
- Németország:
  - Labdarúgó-világbajnokság:
    - Ezüstérmes (1): 2002
    - Bronzérmes (2): 2006, 2010
    - Aranyérmes (1): 2014

  - Labdarúgó-Európa-bajnokság:
    - Ezüstérmes (1): 2008
    - Bronzérmes (1): 2012

### Egyéni
- Bundesliga gólkirálya: 2006
- Világbajnoki aranycipős: 2006
- Világbajnoki ezüstcipős: 2002
- Az év német labdarúgója: 2006
- Fair Play díj 2012 (Szólt a bírónak kezezős-gólja után.)
- Bambi-díj (2014)[13]

## Pályafutása statisztikái

### Klubcsapatban
| Csapat               | Szezon    | Bajnokság  | Bajnokság | Kupa       | Kupa  | Kontinenstorna | Kontinenstorna | Összesen   | Összesen |
| Csapat               | Szezon    | Mérkőzések | Gólok     | Mérkőzések | Gólok | Mérkőzések     | Gólok          | Mérkőzések | Gólok    |
| -------------------- | --------- | ---------- | --------- | ---------- | ----- | -------------- | -------------- | ---------- | -------- |
| 1. FC Kaiserslautern | 1999–2000 | 2          | 0         | 0          | 0     | 0              | 0              | 2          | 0        |
| 1. FC Kaiserslautern | 2000–01   | 29         | 9         | 4          | 0     | 12             | 2              | 45         | 11       |
| 1. FC Kaiserslautern | 2001–02   | 31         | 16        | 4          | 0     | -              | -              | 35         | 16       |
| 1. FC Kaiserslautern | 2002–03   | 32         | 9         | 4          | 4     | 0              | 0              | 36         | 13       |
| 1. FC Kaiserslautern | 2003–04   | 26         | 10        | 1          | 1     | 2              | 1              | 29         | 12       |
| 1. FC Kaiserslautern | Összesen  | 120        | 44        | 13         | 5     | 14             | 3              | 147        | 52       |
| Werder Bremen        | 2004–05   | 32         | 15        | 5          | 0     | 8              | 2              | 45         | 17       |
| Werder Bremen        | 2005–06   | 26         | 25        | 5          | 2     | 9              | 4              | 40         | 31       |
| Werder Bremen        | 2006–07   | 31         | 13        | 3          | 0     | 13             | 2              | 47         | 15       |
| Werder Bremen        | Összesen  | 89         | 53        | 13         | 2     | 30             | 8              | 132        | 63       |
| Bayern München       | 2007–08   | 27         | 10        | 8          | 6     | 12             | 5              | 47         | 21       |
| Bayern München       | 2008–09   | 26         | 10        | 4          | 3     | 8              | 7              | 38         | 20       |
| Bayern München       | 2009–10   | 25         | 3         | 5          | 2     | 8              | 1              | 38         | 6        |
| Bayern München       | 2010–11   | 20         | 1         | 4          | 3     | 2              | 1              | 26         | 5        |
| Bayern München       | Összesen  | 98         | 24        | 21         | 14    | 30             | 14             | 149        | 52       |
| Lazio                | 2011–12   | 27         | 13        | 2          | 0     | 6              | 3              | 35         | 16       |
| Lazio                | 2012–13   | 29         | 15        | 2          | 0     | 5              | 1              | 36         | 16       |
| Lazio                | 2013–14   | 25         | 7         | 0          | 0     | 3              | 1              | 28         | 8        |
| Lazio                | 2014–15   | 34         | 13        | 6          | 3     | 0              | 0              | 40         | 16       |
| Lazio                | 2015–16   | 1          | 0         | 0          | 0     | 1              | 0              | 2          | 0        |
| Lazio                | Összesen  | 116        | 48        | 10         | 3     | 15             | 5              | 141        | 56       |
| Összesen             | Összesen  | 419        | 166       | 47         | 23    | 89             | 30             | 555        | 219      |

Legutóbbi frissítés dátuma: 2015. október 24.

### Válogatottban
| Németország | Németország | Németország |
| Év          | Mérkőzés    | Gól         |
| ----------- | ----------- | ----------- |
| 2001        | 7           | 2           |
| 2002        | 17          | 12          |
| 2003        | 10          | 1           |
| 2004        | 11          | 5           |
| 2005        | 5           | 0           |
| 2006        | 17          | 13          |
| 2007        | 5           | 3           |
| 2008        | 15          | 8           |
| 2009        | 6           | 4           |
| 2010        | 12          | 10          |
| 2011        | 8           | 5           |
| 2012        | 13          | 4           |
| 2013        | 4           | 1           |
| 2014        | 7           | 3           |
| Összesen    | 137         | 71          |

Legutóbbi frissítés dátuma: 2014. július 16.